# وینسنت دونکر
وینسنت دونکر (آلمانی: Vincent Duncker; ۹ نوامبر ۱۸۸۴ – نامشخص) دونده اهل آلمان بود.